# Bello Musa Kofarmata
Bello Musa Kofarmata (Kano, 12 maggio 1988 – Kano, 2 novembre 2022) è stato un calciatore nigeriano, di ruolo attaccante.

## Biografia
Il 2 novembre 2022 ne viene annunciata la scomparsa, all'età di 34 anni, dopo una breve malattia, nello stato del Kano.

## Carriera

### Club
Giocò dal 2007 nella massima serie nigeriana; in carriera ha giocato complessivamente 8 partite nella CAF Champions League, nella quale ha anche realizzato 2 reti.

### Nazionale
Nel 2007 giocò 4 partite senza segnare nei Mondiali Under-20. Nel 2010 debuttò con la Nazionale nigeriana.

## Statistiche

### Cronologia presenze e reti in nazionale
| Cronologia completa delle presenze e delle reti in nazionale ― Nigeria | Cronologia completa delle presenze e delle reti in nazionale ― Nigeria | Cronologia completa delle presenze e delle reti in nazionale ― Nigeria | Cronologia completa delle presenze e delle reti in nazionale ― Nigeria | Cronologia completa delle presenze e delle reti in nazionale ― Nigeria | Cronologia completa delle presenze e delle reti in nazionale ― Nigeria | Cronologia completa delle presenze e delle reti in nazionale ― Nigeria | Cronologia completa delle presenze e delle reti in nazionale ― Nigeria |
| Data                                                                   | Città                                                                  | In casa                                                                | Risultato                                                              | Ospiti                                                                 | Competizione                                                           | Reti                                                                   | Note                                                                   |
| ---------------------------------------------------------------------- | ---------------------------------------------------------------------- | ---------------------------------------------------------------------- | ---------------------------------------------------------------------- | ---------------------------------------------------------------------- | ---------------------------------------------------------------------- | ---------------------------------------------------------------------- | ---------------------------------------------------------------------- |
| 3-3-2010                                                               | Abuja                                                                  | Nigeria                                                                | 5 – 2                                                                  | RD del Congo                                                           | Amichevole                                                             | -                                                                      | 69’                                                                    |
| Totale                                                                 |                                                                        | Presenze                                                               | 1                                                                      |                                                                        | Reti                                                                   | 0                                                                      |                                                                        |

## Palmarès

### Club

#### Competizioni nazionali
- Campionato nigeriano: 1

Kano Pillars: 2007-2008